# Bernhard Kraak
Bernhard Kraak (* 30. Oktober 1922 in Rostock; † 12. Dezember 2000 in Reutlingen) war ein deutscher Psychologe.

## Leben und Wirken
Bernhard Kraak studierte an der Freien Universität Berlin Psychologie; 1952 absolvierte er die Diplomprüfung und promovierte dort 1956. Von 1954 bis 1970 leitete er die Evangelische Schule für Heimerziehung, die spätere Evangelische Fachhochschule für Sozialwesen Reutlingen. 1968 habilitierte er sich an der Eberhard Karls Universität Tübingen. Von 1969 bis 1990 leitete er (als Professor) die Abteilung Psychologie des Deutschen Instituts für Internationale Pädagogische Forschung (DIPF) in Frankfurt/M.
Das Hauptforschungsgebiet von Bernhard Kraak war die Pädagogische Psychologie.

## Schriften (Auswahl)
- Technisches Verständnis im Aspekt räumlichen Vorstellens. Dissertation Freie Universität Berlin 1956.
- Auswirkungen von Psychologieunterricht auf soziale und pädagogische Vorurteile. Beltz, Weinheim 1968 (= Habilitationsschrift Universität Tübingen).
- Der Hessische Schulversuch zur Früheinschulung. Bericht über die Begleituntersuchungen zur Einschulung fünfjähriger Kinder. Deutsches Institut für Internationale Pädagogische Forschung, Frankfurt/M. 1971.
- Soziale Praxis, Problemlösen und Entscheiden. Katzmann, Tübingen 1978, ISBN 3-7805-0375-1.
- (zus. mit Dietlinde Nord-Rüdiger): Bedingungen innovativen Handelns. Eine psychologische Untersuchung an Lehrern von Schulen und Hochschulen (= Studien zur pädagogischen Psychologie, Bd. 11). Beltz, Weinheim 1979, ISBN 3-407-20211-3.
- (als Hrsg.): Ausbildung in Psychologie für Nicht-Psychologen (= Studien zur pädagogischen Psychologie, Bd. 14). Beltz, Weinheim 1979, ISBN 3-407-20214-8.
- (zus. mit Dietlinde Nord-Rüdiger): Berufliche Motivation und berufliches Verhalten. Zur Frage geschlechtstypischer Unterschiede (= Studien zur pädagogischen Psychologie, Bd. 21). Hogrefe, Göttingen 1984, ISBN 3-8017-0218-9.
- Der riskante Weg von der Information zum Wissen. Über dogmatische und konformistische Urteilsbildung. Hogrefe, Göttingen 1991, ISBN 3-8017-0461-0.
- Damit Psychologie praktisch wird. Texte zur Forschung und Ausbildung. Hogrefe, Göttingen 1993, ISBN 3-8017-0682-6.
- (zus. mit Gudrun-Anne Eckerle): Selbst- und Weltbildern von Schülern und Lehrern. Rekonstruktion aus einer Befragung an hessischen Gesamtschulen (= Studien zur pädagogischen Psychologie, Bd. 30). Hogrefe, Göttingen 1993, ISBN 3-8017-0649-4.
- (zus. mit Sabine Lindenlaub): Bewältigen und entscheiden. Theoretische und empirische Beiträge zur Copingforschung (= Studien zur pädagogischen Psychologie, Bd. 34). Hogrefe, Göttingen 1997, ISBN 3-8017-1140-4.

Festschrift
- Dietlinde Nord-Rüdiger u. a. (Hrsg.): Beiträge zur Theorie und Praxis in Psychologie und Pädagogik. Herrn Professor Dr. Bernhard Kraak zum 60. Geburtstag gewidmet. Deutsches Institut für Internationale Pädagogische Forschung, Frankfurt/M. 1982.